# هاروتیون بابایان
هاروتیون ویلیکی بابایان (ارمنی: Հարություն Վիլիկի Բաբայան؛ زادهٔ ۱۸ دسامبر ۱۹۷۵) سیاست‌مدار اهل ارمنستان است؛ که از تاریخ ۱۴ ژانویه ۲۰۱۹ تا ۲۰۲۱ نماینده دوره هفتم مجلس ملی جمهوری ارمنستان از فهرست انتخابات ملی بود. 

## زندگی‌نامه
در 	۱۸ دسامبر ۱۹۷۵ در ایروان به دنیا آمد و از دانشگاه ملی علوم کشاورزی ارمنستان فارغ‌التحصیل شد. بابایان عضو ارمنستان روشن می‌باشد. وی پیشتر عضو شورای شهر ایروان بود.